# Eötvös Miklós (tanácsos)
Vásárosnaményi Eötvös Miklós (1656. – 1731.) nagybirtokos nemes, szolgabíró, alispán, királyi tanácsos.

## Élete
Id. Eötvös Miklós és Nagy Erzsébet fiaként a vásárosnaményi Eötvös családból származott. 19 éves korában már munkácsi udvarbíró volt. Eötvös Miklós első jelentősebb tisztsége egy szolgabírói hivatal volt Szatmár vármegyében 1696-ban. 1699-ben már adórovóként emlékeznek meg róla a feljegyzések, 1710 és 1714 között pedig alispánként tevékenykedett. 1712-ben vármegyéje országgyűlési képviselővé választotta. A Rákóczi-szabadságharc idején, 1706. július 14-én tiszántúli kerületi biztossá nevezték ki. Biztosi minőségében való működésének és Károlyi Sándor támogatásának köszönhetően 1723-ban már ugyanannak a kerületnek a főbiztosa lett. Ezt a címét haláláig viselte. Idősebb korában érte élete talán legnagyobb megtiszteltetése, III. Károly 1724. május 26-án királyi tanácsosává nevezte ki.
Valószínűleg Eötvös Miklós munkássága jelentette annak az alapját, hogy unokája, Eötvös Miklós bárói címet kapott 1768-ban.

## Családja
Eötvös Miklós kétszer nősült, Előbb Irinyi Borbálát, majd Debreczeni Máriát (egyes forrásoknál Debreczenyi). Gyermekei első feleségétől:
- Éva (?) előbb Lehóczky Ferenc, majd Dessewffy Pál felesége
- József (1694–1742) neje: Szalay Anna
- Krisztina (1696–?) Bükk András neje
- Miklós (1698–?) felesége: Zathureczky Zsuzsanna

Második feleségétől további 5 gyermekről lehet tudni:
- Sándor (1711–1771) első neje: Béldi Sára; második neje: Vankay Katalin
- Mária (1713–1782) férje: Teleki Sámuel (1710–1783)
- Imre (1714–1753) felesége: Conspurg Anna
- László (1717–1758)
- Lajos (1725–1744)